# Pseudospermus grisescens
Pseudospermus grisescens là một loài bọ cánh cứng trong họ Cerambycidae.